# Мастер жития Марии
Ма́стер жития́ Мари́и (нем. Meister des Marienlebens; работал ок. 1463—1490 гг.) — анонимный немецкий художник, работавший в период поздней готики в Кёльне; прозвание дано по самому крупному произведению — серии сцен из жизни Девы Марии.

## Личность мастера
Так как в произведениях мастера заметно влияние таких нидерландских художников, как Рогир ван дер Вейден и Дирк Боутс, имеются основания предположить, что мастер обучался в Нидерландах и он, несмотря на анонимность, является одним из самых значительных художников поздней интернациональной готики кёльнской школы. Его элегантный стиль был хорошо известен, и его влияние заметно в произведениях других художников этой школы.
С «Мастером жития Марии» отождествляют другого анонимного мастера, известного как «Master of the Lyversberg Passion» (мастера «Страстей» из Ливерсберга), а Верденский мастер (Master of Werden), как предполагают, относится к его ученикам. Кроме того, он известен как Master of Wilten или Johann van Duyren, но эта атрибуция признаётся не всеми специалистами.
Данного кёльнского мастера не следует путать со следующими анонимными художниками:
- Мастер жития Марии (Норвегия), XIII век
- Луврский мастер жития Марии (Италия), XV век
- Два художника, известных как Мастера успения Марии; первый — гравёр, Германия, середина XV в., второй — Нидерланды, XVI в.

## Произведения

### Алтарь девы Марии
Наиболее известным произведением художника является серия из восьми сцен из жизни девы Марии, созданных для церкви Святой Урсулы в Кёльне в период 1460—1465 годов. Картины были частью большого створчатого алтаря (повреждённые обратные стороны створок в наши дни утеряны). Алтарь был заказан Иоганном фон Хирцем, советником Кёльна с 1440 г., скончавшимся в 1490 г. Изображение донатора и его герба находятся слева на створке «Встреча Марии и Елизаветы», что позволило датировать алтарь первой половиной 1460-х гг.
7 из них находятся с 1827 г. в Старой пинакотеке в Мюнхене, и одна («Сретение») в лондонской Национальной галерее.

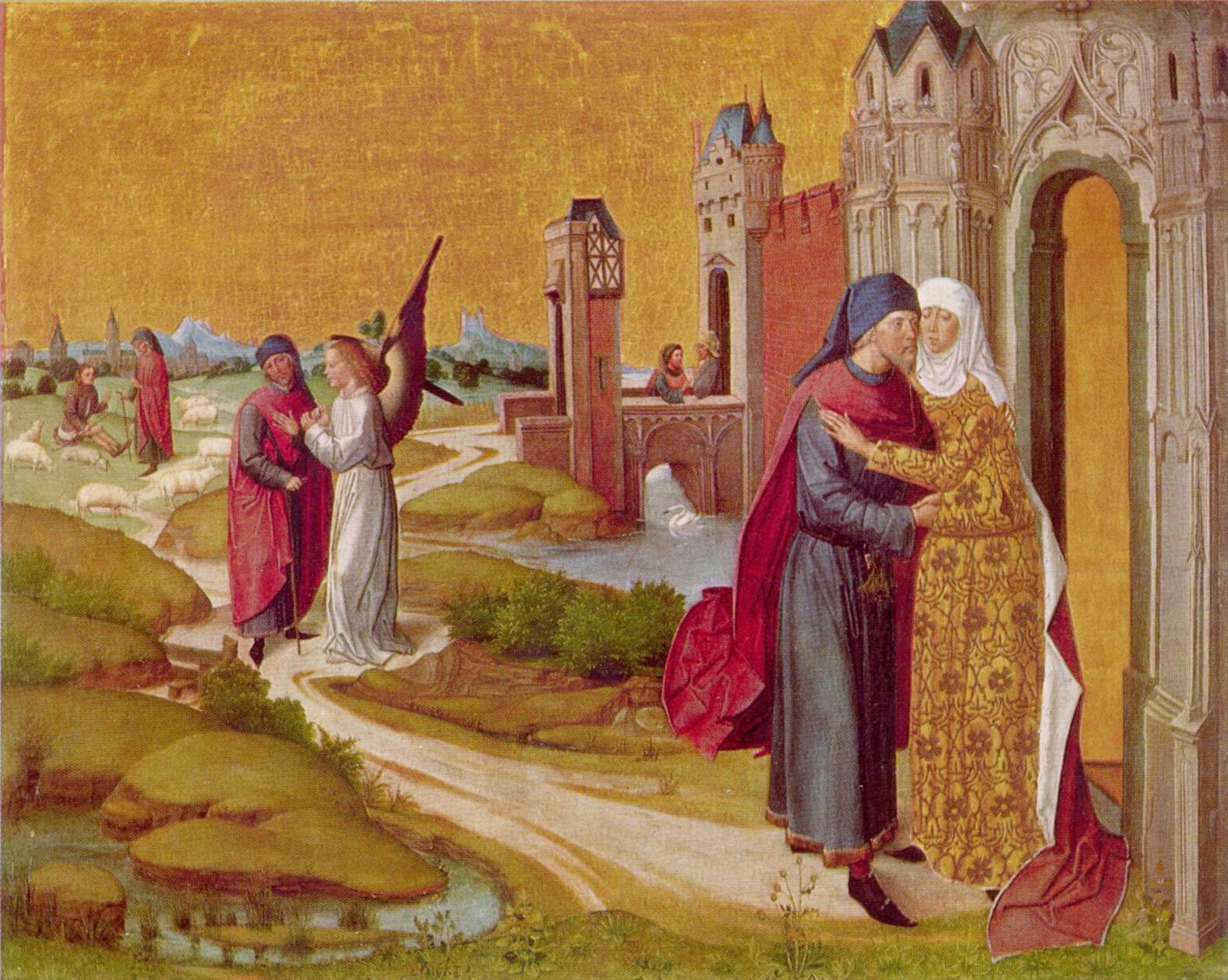
Целование Иоакима и Анны (Зачатие девы Марии)
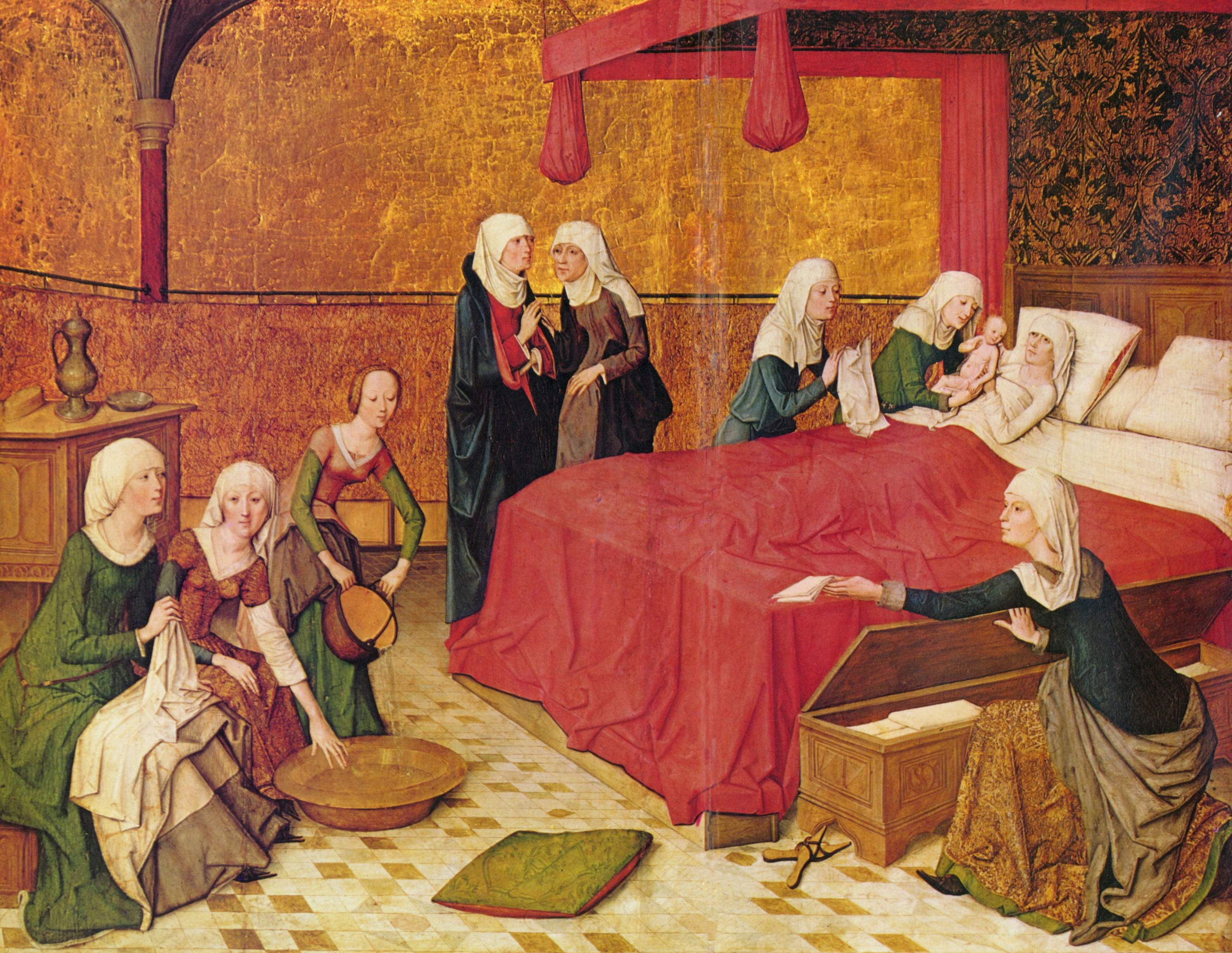
Рождество Богородицы
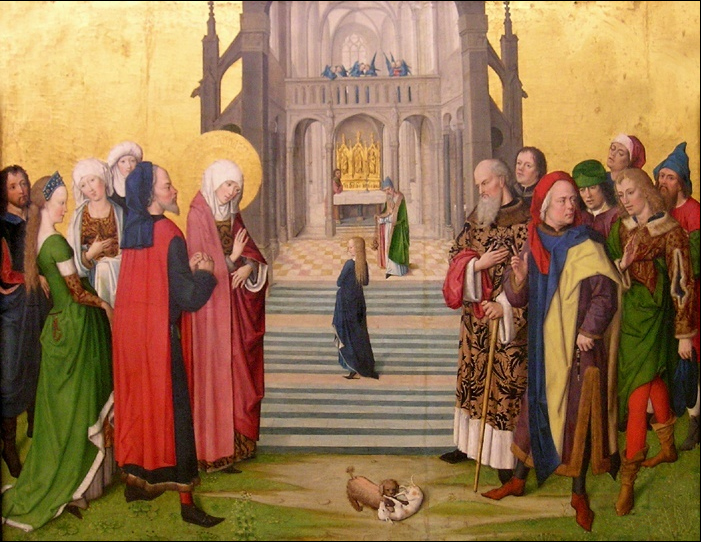
Введение во храм
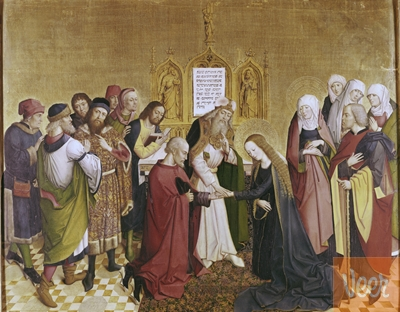
Обручение Марии и Иосифа
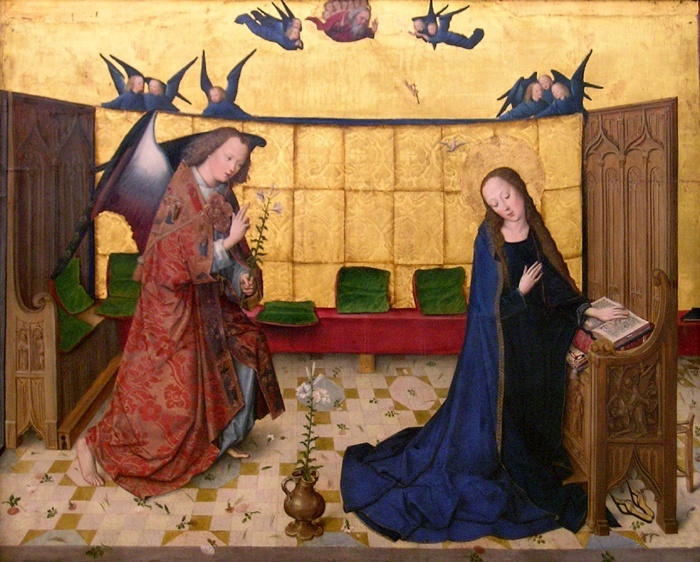
Благовещение
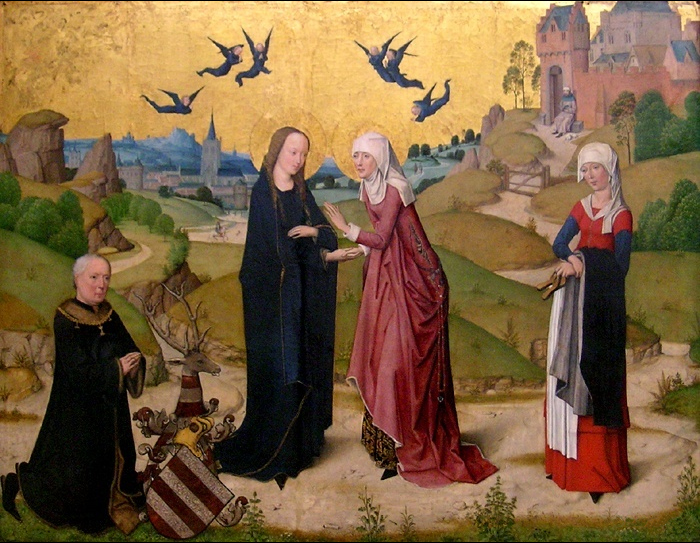
Встреча Марии и Елизаветы
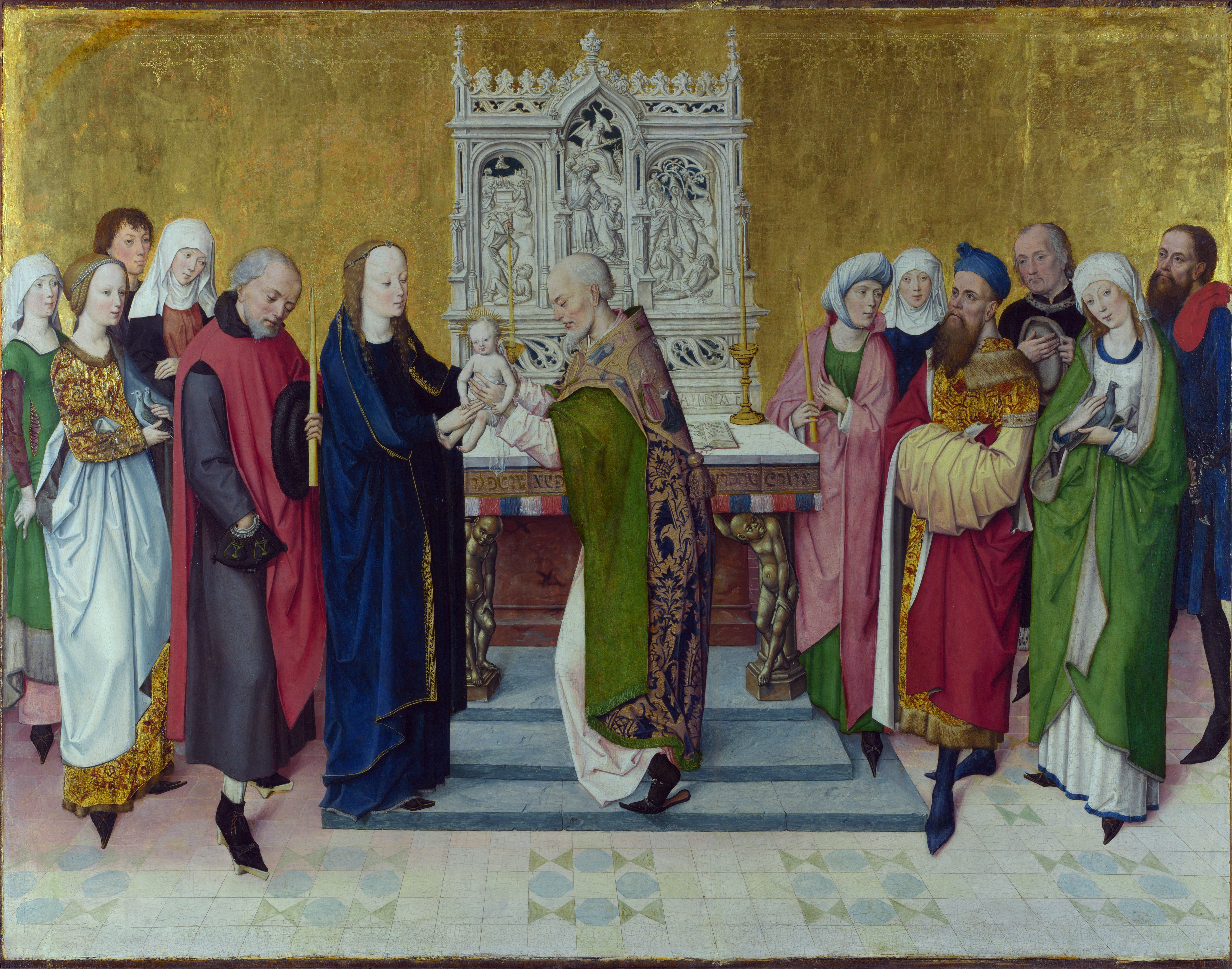
Сретение
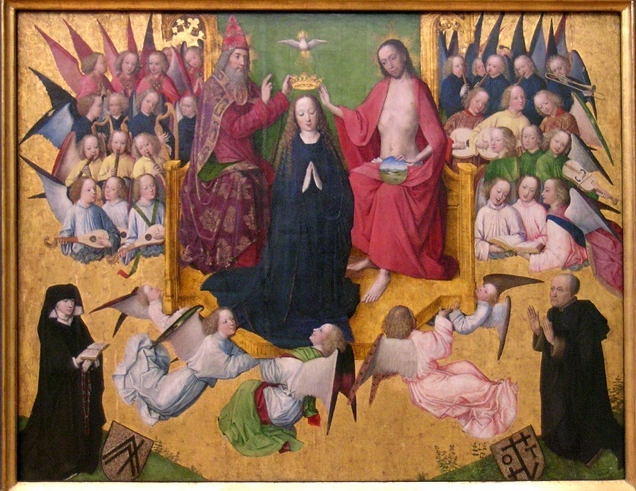
Коронование Богородицы

### Прочее
Другие работы, атрибутированные мастеру по сходству стиля:
- триптих «Распятие с донатором Николаем Кузанским» для капеллы госпиталя Bernkastel-Kues в Мозеле (ок. 1465),
- «Поклонение волхвов» в Национальном Музее Германии, Нюрнберг (ок. 1480)
- «Снятие с креста» в музее Вальрафа-Рихарца, Кёльн (ок. 1470-75);
- 4 панели с изображением св. Губерта из Верденского аббатства вблизи Дюссельдорфа (теперь в Лондонской Национальной галерее).

Кроме того, сохранилось несколько портретов.